# Vaesen
Vaesen (укр. Ве́сен) — це настільна рольова гра у жанрі жахів авторства Нільса Гінце, опублікована у 2020 році шведським видавництвом Free League Publishing з ілюстраціями Югана Еґеркранца. Гра опирається на міфологію та фольклор та значною мірою полягає у захисті людей від чудовиськ (привидів, ліндормів, тролів тощо), котрих тут називають весенами.
Створенню гри передувала книга малюнків Югана Еґеркранца «Nordiska Väsen» 2013 року.

## Ігровий процес
Як і в більшості настільних рольових ігор, для гри у Весен зазвичай потрібні кілька гравців та майстер гри. Пригоди тут називаються Таємницями. Таємниця зазвичай триває від однієї до трьох ігрових сесій по чотири-шість годин кожна.
За сюжетом, гравці втілюються в персонажів, наділених Зором — тобто здатністю бачити весенів. Вони намагаються відновити Товариство (організацію, яка століттями вивчала надприродне) й відправляються в експедиції, вступаючи в зіткнення з весенами. Водночас не завжди джерело проблеми лежить у самому весені й не завжди пряма конфронтація з ним має сенс — гравці можуть шукати способи заспокоїти чи обдурити його.
Vaesen використовує механіку «Year Zero Engine». Більшість ігрових ситуацій вирішується розмовою, проте коли гравець намагається зробити щось складне чи небезпечне, то має кинути шестигранні кістки для перевірки. Кількість кісток залежить від характеристик і умінь персонажа, а також від предметів, які він при цьому використовує. Про успіх свідчить кількість шісток, що випала на кубиках. Аби пройти тест, зазвичай достатньо одного успіху (тобто однієї шістки). В разі провалу на персонажа чекають прикрі наслідки. Разом із тим після невдалої перевірки гравець має змогу один раз перекинути кістки без шісток, але внаслідок цього персонаж отримає негативний стан. Якщо під час конфлікту хтось (НІП, весен чи персонаж іншого гравця) намагається зупинити персонажа, то вони обоє кидають кістки й порівнюють кількість успіхів.
Оновлення з травня 2025 року впровадило незначні зміни в правилах щодо спорядження та жаху й додало варіативність правил щодо ініціативи та критичних влучань у бою.
Окрім гри наживо, існує можливість гри у Весен онлайн за допомогою віртуальних столів (до прикладу, Foundry VTT чи Fantasy Grounds).

## Основна книга правил та доповнення
Основна книга є достатньою для проведення гри, тоді як доповнення не дають змоги цього зробити без наявності основної книги правил.

### Vaesen. Таємничі істоти півночі (основна книга правил)
Дія основної книги правил від Нільса Гінце, опублікованої у 2020 році, відбувається у мітичній Скандинавії XIX століття, а штаб-квартира гравців-дослідників розташовується в Уппсалі.
У цій книзі описані 10 класів персонажів (котрі тут називаються архетипами): волоцюга, лікар, мисливець, окультист, офіцер, письменник, приватний детектив, священник, слуга та учений. Тут же містяться детальні описи 21 весена.
Також тут описана мітична Скандинавія XIX століття й особливості життя у містах і селах періоду індустріальної революції. Однак це не історично вірне відтворення тогочасних реалій регіону: майстер гри та гравці мають змогу формувати свою версію світу, змішуючи технології, події та явища усього XIX століття. Окремий розділ присвячений історичній довідці про Товариство (одним із лідерів якого мав би бути Карл Лінней) й опису штаб-квартири — замку Гюлленкройц в Упсалі.
У розділі «Конфлікти» описані правила ведення бою, фізичні й психічні травми та їхнє лікування, а також правила щодо зброї, броні та спорядження.
Окремо описаний процес створення й проведення Таємниць (тобто сценаріїв пригод) та правила кампанії. Наприкінці книги міститься Таємниця «Танець снів», розрахована приблизно на дві-три сесії.

### Страшний секрет та інші Таємниці (збірка Таємниць)
У 2020 році світ побачила збірка Таємниць «A Wicked Secret and Other Mysteries» від чотирьох різних авторів. «Silver of the Sea» від Томаса Геренстама відбувається на островах Богуслену. Наступна Таємниця, «Wicked Secret», забирає персонажів гравців на лісисту північ Швеції (її авторкою є Габрієль де Бург). «The Night Sow» від Нільса Гінце відбувається в туристичному містечку Мелле). Заключна Таємниця, «Song of the Falling Stars» авторства Кіку Пукк Геренстам проходить на острові Езель.

### Mythic Britain and Ireland
У грудні 2021 року на Kickstarter було профінансовано доповнення від Грема Девіса «Mythic Britain and Ireland», дія якого відбувається в Англії, Уельсі, Шотландії та Ірландії. Воно побачило світ восени наступного року.
Ця книга впроваджує британський сетинг гри, описує місцеве Товариство (засновниками якого мали би бути Джон Ді, Волтер Релі, Френсіс Волсінгем та Едмунд Спенсер) і його лондонську штаб-квартиру. Тут з'являються три нові архетипи (атлет, артист та світський лев), 13 нових весенів та низка відомих історичних та літературних персонажів, зокрема Оскар Вайлд, Алістер Кроулі, Джек-Різник та Шерлок Холмс як НІП-и. У книзі містяться три нові Таємниці («The Old Meg», «The Llantywyll Incident» та «The Hampstead Group»). Події цих Таємниць розгортаються у Південному Глостерширі, Ллануертід-Веллсі та Хампстеді відповідно.

### Vaesen: Seasons of Mystery (збірка Таємниць)
Книга 2022 року містить чотири Таємниці (по одній на кожну пору року) від чотирьох різних авторів. Дія першої Таємниці, «A Dance with Death», написаної Габрієль де Бург, відбувається навесні в парафії Мура. Літня Таємниця авторства Томаса Геренстама переносить гравців у Смоланд. Осінню Таємницю «The Devil on the Moor», котра відбувається в Ютландії, написав Андреас Марклунд. Зимова Таємниця «A Winter's Tale» авторства Кіку Пукк Геренстам має місце в Іжорії.
Доповнення також впроваджує одного нового весена.

### Lost Mountain Saga (збірка Таємниць)

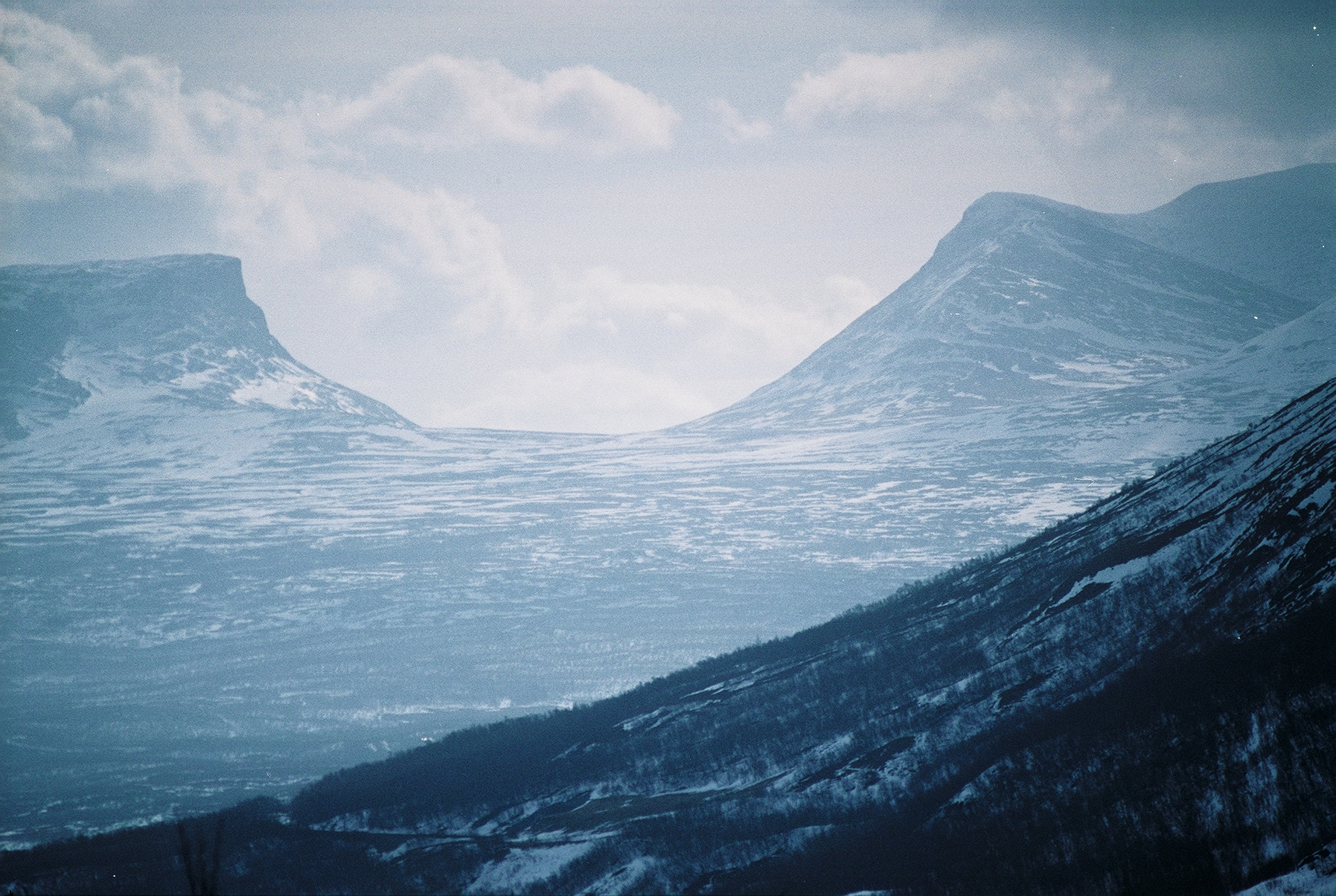
За сюжетом, долина Лаппортен є прадавньою брамою до світу весенів

У червні 2023 року було анонсовано доповнення «Lost Mountain Saga» від акторки й подкастерки Еллінор ДіЛоренцо. Воно вийшло в Хелловін того ж року й містить п'ять Таємниць («Duty and Despair», «The Beggining of the Fall», «Where the Sun Dies», «The Prince and the Witch» та «The Lost Mountain Saga»), що складаються в одну кампанію.
Уродженка Уппсали, яка мешкає в Штатах, Еллінор під час пандемічних обмежень створила подкаст із грою наживо, де проводила для своїх гравчинь-акторок авторські пригоди у Весен. Коли подкаст став популярним і лише на платформі Spotify здобув понад 200 тисяч завантажень, то вона у співпраці із Free League адаптувала свої сценарії для книги.
Сюжет доповнення розгортається в шахтарському місті Фалун (зокрема в історичній копальні мідних руд Стура-Коппарберг), в Уппсалі, в селі Абіску на півночі Швеції та на норвезькому острові Верей.

### City of My Nightmares та Mythic Carpathia
29 жовтня 2024 року на Kickstarter розпочалася кампанія фінансування двох чергових доповнень (вихід обох очікується у вересні 2025 року). «City of My Nightmares» буде кампанією з чотирьох Таємниць, дія якої відбувається в Стокгольмі XIX століття. Гравці почнуть розслідувати серію жахливих вбивств, після чого зануряться у набагато глибшу таємницю.
Електронний файл першої Таємниці з цієї книги під назвою «Scent of a Killer» надіслано 9 жовтня 2024 року тим, хто підтримав збір на доповнення «Mythic Britain and Ireland» на Kickstarter-і.
Дія доповнення «Mythic Carpathia» відбуватиметься у Центрально-Східній Європі, зокрема у Празі, в Карпатах та Трансильванії. Доповнення складається з трьох Таємниць і було написано командою українських та польських авторів.

### Доповнення для соло-гри
Наприкінці жовтня 2023 року світ побачило доповнення «The Solo Thursday's Child», яке уможливлює гру соло або кільком особам без майстра гри. В такому разі гра відбувається не за заздалегідь прописаним сценарієм, а за допомогою таблиць випадкових подій (із цього доповнення та з базової книги правил), кидання шестигранних кісток та витягання випадкових карт зі стандартної колоди (механіка «оракула»). До прикладу, якщо гравець ставить запитання, на яке можлива відповідь «так» або «ні», то масть червоного кольору означає позитивну відповідь, а чорного — негативну. Якщо потрібно більше деталей, то враховується старшинство карти. На прикладі випадкової зустрічі з неігровим персонажем: витягнута пікова двійка, трійка чи четвірка означатиме нейтральну ситуацію, тоді як піковий король чи туз — смертельну загрозу для персонажа гравця.

### Матеріали, створені незалежними творцями
Видавець, Free League Publishing, дозволяє будь-кому творити й розповсюджувати на сайті DriveThruRPG додаткові матеріали (з певними винятками) для гри Vaesen під логотипом «Free League Workshop». Також любительський контент публікується у зінах та часописах (наприклад, рекомендована до гри «Vaesen. Таємничі істоти півночі» пригода Юлії Єрещенко «У лісі не без звіра, у вертепі…» в журналі «Мімік»).
Окрім цього, додаткові матеріали іноді з'являються в офіційних перекладах основної книги правил. Так, у польськомовному виданні від Black Monk Games присутні два додаткові розділи, які дають змогу перенести дію гри у Польщу XIX століття. Штаб-квартирою Братства дослідників невидимого світу стає замок Яна Твардовського під Пйотркувом. Описані й п'ять нових весенів, серед яких — чорт-пияк.
Ті, хто підтримав на Kickstarter-і франкомовне видання основної книги, додатково отримали книгу «Vaesen: l'Alsace Mythique» авторства Робіна Шульца. Вона впроваджує ельзаський сетинг гри, чотири нові архетипи (аптекар, лісоруб, мандрівний крамар та підприємець), 21 додатковий талант, опис відьомського ордену «La Sororité» (Сестринство) та низку весенів. Наприкінці книги міститься Таємниця «Du fond de l'abîme» про незрозумілу повінь на Рейні. Ельзаське Товариство має назву «Le Cénacle» (Світлиця).

## Відгуки
Рецензенти переважно хвалять гру. Джон Фаррел із порталу GamingTrend дав основній книзі 95 балів, а збірці пригод «Vaesen. Страшний секрет та інші таємниці» — 85 балів зі 100 можливих. Мет Фровер із GamesRadar+ виставив основній книзі 4 бали з п'яти можливих. Доповнення «Vaesen: Mythic Britain & Ireland» отримало 8 із 10 балів від порталу Wargamer та 24 із 25 балів від блогу Gnome Stew.
Рецензенти відзначають цікавий та рясно наповнений європейським фольклором сетинг гри, можливість зануритися в готичну атмосферу, цікавих супротивників, легкість входу для новачків, чітку інструкцію для написання власної Таємниці, якість видання публікації, а також ілюстрації Югана Еґеркранца, «кожну з яких можна оправити й повісити на стіну».
Водночас шведський археолог Мартін Рундквіст після проведення сімох ігрових сесій у ролі майстра гри закинув їй низький рівень історичної достовірності, зокрема у спробах стилізувати мову персонажів. Крім того, автори іноді мають проблему з тим, що для персонажів XIX століття було сьогоденням: зокрема, в одному зі сценаріїв описано «старомодний паровоз», хоча перший паровоз у Швеції з'явився у 1853 році й ще довго залишався новинкою. Замок Гюлленкройц (штаб-квартира товариства) описаний як давній, проте на ілюстрації він виглядає як будівля середини XIX століття у неоготичному стилі. Також Рундквіст звернув увагу на проблему з мотивацією персонажів вирушати в експедиції, адже нерідко листи-запрошення до членів Товариства, фахівців у сфері боротьби з мітичними чудовиськами, не містять у собі натяків на самі чудовиська (але можуть зводитися до «Дві корови втопились, а дівчина ходила уві сні»).
Також книзі закидають незручне для проведення гри структурування інформації. Знаходження потрібних у конкретний момент відомостей є простішим із файлом PDF, але гортання сторінок фізичної паперової книги може спричинити труднощі. Цю проблему знімає використання ширми майстра гри.
Механіка «Year Zero Engine» із киданням кубиків та сподіванням на шістки має як своїх палких прихильників, так і опонентів.

### Нагороди
Базова книга Vaesen у 2021 році отримала три золоті нагороди ENNIE: за найкращу ілюстрацію на обкладинці, за найкращі ілюстрації всередині книги та за найкращого монстра/супротивника.
Доповнення «Mythic Britain and Ireland» у 2023 році здобуло три золоті нагороди ENNIE: за продукт року, за найкращі ілюстрації всередині книги та за найкращий сетинг. Того ж року книга «Vaesen: Seasons of Mystery» перемогла в номінації «Найкраща пригода».

## Українська локалізація
Українською локалізацією базової книги «Vaesen. Таємничі істоти півночі» зайнялося видавництво Geekach Games. Паперова версія з'явилася у жовтні 2024 року, натомість електронна версія стала доступною дещо раніше.
Навесні 2023 року було опубліковано бестіарій «Vaesen: Духи та монстри Міфічної України». Містить описи 27 істот з української міфології (до прикладу, чугайстра, злиднів, песиголовця). Електронна версія доступна безкоштовно українською та англійською мовами. Ілюстрації створені українськими художницями й художниками з проєкту Мальовій. Ініціював та координував проєкт зі створення бестіарію Євген Мокеєв.
25 жовтня 2024 року, в день початку вільного продажу друкованого перекладу базової книги видавництво Geekach анонсувало переклад українською доповнення «Mythic Carpathia». 7 лютого 2025 року анонсовано переклад книги «Vaesen. Страшний секрет та інші таємниці».